# Bibi-Heybat
Bibi-Heybat of Bibi-Ejbat is een plaats ten zuiden van Bakoe in Azerbeidzjan aan de Kaspische Zee, waar voor het eerst aardolie werd aangeboord. Voordien werd met de hand naar aardolie gegraven. De boortechniek bood een nieuwe impuls aan de aardoliewinning. Het olieveld van Bibi-Heybat is nu uitgeput en het grondwater is er met olie vervuild. Er lopen projecten om dit te saneren. Bij Bibi-Heybat stond een sjiitische moskee, die op bevel van Stalin vernietigd werd. In 1998 is op dezelfde plaats een nieuwe moskee gebouwd.